# La luz (Sech e J Balvin)
La luz è un singolo del cantante panamense Sech e del cantante colombiano J Balvin, pubblicato il 31 ottobre 2020.

## Video musicale
Il video musicale, reso disponibile il 1º novembre 2020, è stato diretto da Colin Tilley.

## Tracce
Testi e musiche di Carlos Isaías Morales, José Álvaro Osorio Balvin, Eduardo Fernandez, Johnny Lopez Pimentel, Jorge Valdes Vasquez e Joshua Mendez.
1. La luz – 3:36

## Formazione
- Sech – voce
- J Balvin – voce
- Mike Fuller – mastering
- Vinny "Mr. Mix Master" DeLeon – missaggio

## Classifiche
| Classifica (2020) | Posizione massima |
| ----------------- | ----------------- |
| Argentina         | 77                |
| Colombia          | 19                |
| Spagna            | 7                 |